# Takanobu Nishi
Takanobu Nishi (en japonés: 西 孝収, Nishi Takanobu; 12 de marzo de 1951) es un deportista japonés que compitió en tiro con arco, en la modalidad de arco recurvo. Ganó una medalla de plata en el Campeonato Mundial de Tiro con Arco al Aire Libre de 1975, en la prueba por equipo.

## Palmarés internacional
| Campeonato Mundial al Aire Libre | Campeonato Mundial al Aire Libre | Campeonato Mundial al Aire Libre | Campeonato Mundial al Aire Libre |
| Año                              | Lugar                            | Medalla                          | Prueba                           |
| -------------------------------- | -------------------------------- | -------------------------------- | -------------------------------- |
| 1975                             | Interlaken (Suiza)               | Medalla de plata                 | Equipo                           |